# スターリング・アルビオンFC
スターリング・アルビオンFC（英語: Stirling Albion Football Club）は、スコットランド中央部の都市スターリングに本拠地を置くクラブチームである。クラブのニックネームは「ザ・ビオンズ（The Bions/Beanos）」。スコティッシュ・リーグ2 (4部相当)に所属している。かつてはあまりにも順位の上下が激しいことから「ヨーヨー軍団（The Yo-Yos）」と呼ばれたこともあった。ホーム・スタジアムはスターリング近郊のフォースバンク・スタジアム。クラブのバッジはウォレス・モニュメントとスターリング東部に横たわるオチル丘陵を描いたものである。

## 歴史

### 起源
そもそもスターリングには、キングス・パークFCというクラブチームが存在したが、第二次世界大戦を契機として消滅した。その後を引き継いで新たに1945年にスターリング・アルビオンFCが創設された。かつてのキングス・パークFCは、その名の示す通り郊外の公園キングス・パークを本拠地としていたが、スタジアムが戦争中に爆撃されるなど大きな被害をうけ、その後の活動が困難になったとして解散した。
新設されたクラブは、地元の石炭産業で財を成していたトマス・ファーガソンがブレーンとなり運営が開始された。まず彼は、キングス・パークに代わる新たなスタジアムを建設するためにアンフィールドの土地を買い求めた。アンフィールドは町の中心部から400mほどの距離にあり、1992年までクラブの本拠地として利用された。

### 創成期：ヨーヨー時代
1940年代から60年代にかけて、アルビオンは下位のリーグにおいては卓越した戦力をもつクラブとして名声を集めたものの、ついに一流と呼ばれるほどの勝利をあげることができなかった。そのため、クラブには「ヨーヨー軍団（Yo-Yos）」というニックネームが与えられた。当時スコットランドでは、何かや誰かが「忙しく上下している様」をさして「まるでスターリング・アルビオンのようだ」と言う定番のジョークがあった。しかし、時が経ち、サポーターたちが世代交代するにつれ、若者たちはその悲しむべきニックネームを使わなくなっていった。その結果、現在、最も多くのサポーターたちに親しまれているクラブのニックネームは「ザ・ビノス（The Binos）」である。
1966年6月26日、駒沢陸上競技場で日本代表と対戦、4-2で勝利している。日本代表が初めてプロチームと対戦するとして注目された。

### 1970年代から80年代：低迷の時代
1960年代末から70年代にかけて、アルビオンは常にリーグの最下位に位置し続けたことから、この時代は低迷の時代と呼ばれる。1970年代半ばにリーグ戦の制度が見直され、3部に分けられることになると、当然このヨーヨー軍団は最底辺のリーグに編入され、1977年までそこを脱出することができなかった。その後、クラブは1部リーグまで上昇を果たすが、その夢のような時代はわずか4年間で屈辱的な終末を迎えた。それは、1981年のリーグ戦の8ヶ月の間、クラブは一得点もあげることができなかったのである。しかしさらに驚くべき「事件」は、彼らはその年、最下位ではなく、最下位から2番目の順位でリーグを終えることができたことかもしれない。いくつものペナルティ・キックを失敗し、無数のゴールを相手に許したにもかかわらず。
1981年の2部リーグへの降格は、クラブを極めて退屈な存在へと変質させた。アレックス・スミス監督の下、クラブは先細りの入場者数に苦しみ、破産の一歩手前まで駒を進めた。破産寸前のクラブに残された唯一の道は、本拠地であるアンフィールド・スタジアムを地方自治体に売却し、それをとても安い価格でレンタルする、という方法だった。
この時代、クラブはスコティッシュ・カップにおける素晴らしい記録を樹立した。それは、1984年に、20対0の大差で、セルカークFCに勝利したことである。
1980年代のクラブは引き続き苦境下にあったが、驚くべきことに監督の交代劇は行われず、アレックス・スミスが引き続き指揮を執り続けた。結果として、1986年にアレックス・スミスはセント・ミレンFCに移籍する形でアルビオンの監督の座を降りた。
新たにジョージ・ピーブレスがクラブ監督に就任した。彼は「スコットランドではじめてスタジアムに人工芝を採用したクラブの監督」という称号を手にすることになった。というのも、アンフィールド・スタジアムを買い取った自治体が、1ペニーでも多くそのスタジアムから収益をあげるために、維持費のかかる本物の芝生をはがしてしまったからである。同様に、メインスタンドも「老朽化によって崩落の危険性がある」と判断されるやいなや、あっというまに取り壊されてしまった。1987年9月には、スコットランド史上初の人工芝での試合を一目見ようと山のような観客がスターリングに詰めかけたが、彼らが試合内容に関心があったかどうかは定かではない。ちなみにその試合は、スターリング・アルビオンFCとエア・ユナイテッドFCの対戦であった。
しかしその後、芝の品質差を主な理由として、スターリング・アルビオンFCを除く全てのクラブが人工芝でのプレイを拒否したため、続く5年間にわたってアルビオンFCはアンフィールド・スタジアムを公式戦で利用することができず、本来はホームの試合を全てアウェイで戦わねばならなかった。実際に試合が行われたとしても、人工芝がアルビオンFCに優位に働いたかどうかは疑わしく、その証拠にアルビオンFCは0-6でセント・ジョンストンFCに人工芝上で敗北している。その後、ピーブレス監督はやっとその苦行から解放され、新たにジム・フリーティングが監督の座に就任した。
ジム・フリーティングは、皮肉にも、わずか6ヶ月のあいだだけ監督を務めたことによって、その後10年間のチームの躍進の立役者となった。フリーティングはキルマーノックFCの監督になるべく早々にアルビオンFCを去る際、新監督をエースストライカーのジョン・ブローガンに打診することになったが、この選択がクラブに成功をもたらすことになった。新監督のもとでクラブは破竹の勢いで連勝を続け、ついには1991年4月7日、リンクス・パーク・スタジアムで優勝タイトルを手にすることに成功した。ついにアルビオンFCは悲願であった2部リーグ脱出を果たしたのである。敬虔なる「ヨーヨー軍団」のサポーターたちは、10年に渡る恥辱の記憶をやっと過去に葬り去ることに成功したのである。

### 1990年代：1部リーグと2部リーグのあいだで
その後、クラブは1部リーグで波乱に満ちた3年間を過ごした。アルビオンFCはしつこく抵抗したが、ついにアンフィールド・スタジアムとの離別の時は訪れた。スターリングの中心にほど近いアンフィールドで長年を過ごしたクラブだったが、フォース川の岸辺にほど近いフォースバンク・スタジアムに本拠地を移し、現在まで至っている。
やがてこのクラブは、スコットランドのフットボールの組織改革が再び行われ、3部から新たに4部リーグ制度が導入された際に、2部リーグに降格してしまった。ブローガン監督は解雇され、ケヴィン・ドリンケルが後を引き継いだ。このドリンケルは監督として就任するや、最悪の1シーズンを過ごすことになった。2月までにクラブは最下位から3番目の位置に低迷し、ブリーキンでの馬鹿げた敗北の後には、ついにサポーターたちがドリンケル監督に対して暴動を起こした。身の危険を感じたドリンケルは、最後のチャンスとばかりにポール・ディーズとゲイリー・パターソンの2名によってクラブの戦力を補強し、10連勝を成し遂げ、クラブはシーズン最終日には2位まで上昇。あっというまに1部リーグへの復帰を果たしたのである。1995年から96年にかけて、アルビオンFCは勝利の数々によってクリスマスまでには完全にリーグを掌握し、その他のクラブに対して6勝もしくは7勝をあげることに成功した。
1996年から98年にかけて、クラブは1部リーグで戦い続け、96年と97年には立派にも中位の成績を残した。97年と98年にかけても優秀な成績を残したが、新たに導入された外国人選手枠のルールによって、少なからぬ重要選手を失うことになった。1ゲームを残してドリンケル監督は、助監督を務めていたレイ・ステュワートによって解雇された。ステュワートは、かつてのウェストハム・ユナイテッドFCの選手であり、スコットランドの英雄であった。
1998年から2000年にかけては、クラブはジョン・フィリィベン監督の指揮の下、2部リーグを戦った。多額の資金がピークを過ぎた選手に消え、監督と親しい人々によっても予算が浪費され、クラブは苦境に陥った。フィリィベンが2000年に解雇されたことには何の驚きもない。その後、かつてドリンケル時代に助監督を務めたレイ・ステュワートが監督としてクラブに復帰した。

### 2000年代：低迷、そして安定へ
2000年から2001年にかけてのシーズンでは、スターリング・アルビオンFCの成績は低迷した。レイ・ステュワートが組み上げたあまりにもお金がかかりすぎるチームは、うまく機能しないことが判明した。クラブは17連敗し、2部リーグの最下位でリーグを終えた。
続くシーズンも同様に悲しむべきものだった。クラブは3部リーグの最下位から数えて2番目の順位でシーズンを終え、ぎりぎりのところで最下位を逃れることができた。スコティッシュ・カップでのアルビオンFCは同様に弱く、スコットランド東部リーグのガーラ・フェアリィディーンFCに完膚無きまでに叩きのめされた。レイ・ステュワートはシーズン終了と共に解雇された。
2002年からはアラン・ムーアが指揮を執ることになり、彼は素早くクラブに士気と幸運を取り戻した。2003年から2004年にかけてのシーズン終了後、スターリング・アルビオンFCはディヴィジョン2に昇格した。その後のシーズンもリーグ4位の成績を収めた。
このクラブの好調は2005年から2006年にかけても続いた。リーグにはあらたにプレイオフ制度が導入され、ディヴィジョンの昇格と降格についてのルールに大きな変更がなされた。ディヴィジョン1を9位で終えたクラブと、ディヴィジョン2で2位、3位、4位になったクラブがシーズン末のプレーオフに選出され、昇格と降格を競うことになった。グレトナFCが既に優勝を決定していたが、リーグ戦では下位チーとの試合が多く残されていた。スターリング・アルビオンFCは昇格をめぐる１つの空席をめぐって戦っていながら、開幕11戦でわずか3ポイントしか獲得していなかったが、10月半ばのモートンでの予期せぬ勝利によって大きく状況が好転することになった。このシーズンを語るうえで、新たに導入されたプレーオフ制度が昇格のチャンスを増やしたばかりでなく、36歳の年老いたベテランストライカーのパディ・コノリーの活躍を忘れることはできない。もちろん、転機となった10月のモートン戦でのアラン・ムーア監督の指揮を卓越したものであったと評価できる。
その後、1部リーグ進出を賭けたスターリング・アルビオンFCのプレイオフ進出の悲願は、最終的に4月15日のパトリック・シィスルFC戦に1対2で敗北したことによって達成されなかった。

### 2006年および2007年
2006年8月5日に今季は開幕し、アルビオンFCは2部リーグで戦いを続けている。

## タイトル
- 2部リーグ：優勝 1952年-53年, 1957年-58年, 1960年-61年, 1964年-65年
- 新制度における2部リーグ  優勝：1976年-77年, 1990年-91年, 1995年-96年

## クラブ記録
- 勝利: 20-0 vs セルカークFC, スコティッシュ・カップ 1st Round 1984年12月8日
- 敗北: 0-9 vs ダンディ・ユナイテッドFC, 1部リーグ, 1967年12月30日
- 動員数（フォースバンク・スタジアム）: 3,808人 v Aberdeen, Scottish Cup 4th Round, 1996年2月15日

## 過去の成績
| シーズン | ディビジョン | ディビジョン | ディビジョン | ディビジョン | ディビジョン | ディビジョン | ディビジョン | ディビジョン | ディビジョン | スコティッシュカップ | リーグカップ | チャレンジカップ |
| シーズン | リーグ       | 試合数       | 勝           | 分           | 敗           | 得点         | 失点         | 勝ち点       | 順位         | スコティッシュカップ | リーグカップ | チャレンジカップ |
| -------- | ------------ | ------------ | ------------ | ------------ | ------------ | ------------ | ------------ | ------------ | ------------ | -------------------- | ------------ | ---------------- |
| 2005-06  | SFL 2        | 36           | 15           | 6            | 15           | 54           | 63           | 51           | 5位          | 3回戦敗退            | 2回戦敗退    | 準々決勝敗退     |
| 2006-07  | SFL 2        | 36           | 21           | 6            | 9            | 67           | 39           | 69           | 2位          | 3回戦敗退            | 1回戦敗退    | 1回戦敗退        |
| 2007-08  | SFL 1        | 36           | 4            | 12           | 20           | 41           | 71           | 24           | 10位         | 4回戦敗退            | 2回戦敗退    | 1回戦敗退        |
| 2008-09  | SFL 2        | 36           | 14           | 11           | 11           | 59           | 49           | 53           | 5位          | 3回戦敗退            | 1回戦敗退    | 1回戦敗退        |
| 2009-10  | SFL 2        | 36           | 18           | 11           | 7            | 68           | 48           | 65           | 1位          | 5回戦敗退            | 1回戦敗退    | 準々決勝敗退     |
| 2010-11  | SFL 1        | 36           | 4            | 8            | 24           | 32           | 82           | 20           | 10位         | 3回戦敗退            | 1回戦敗退    | 2回戦敗退        |
| 2011-12  | SFL 2        | 36           | 9            | 7            | 20           | 46           | 70           | 34           | 10位         | 3回戦敗退            | 1回戦敗退    | 2回戦敗退        |
| 2012-13  | SFL 3        | 36           | 12           | 9            | 15           | 59           | 58           | 45           | 7位          | 3回戦敗退            | 1回戦敗退    | 1回戦敗退        |
| 2013-14  | SL 2         | 36           | 16           | 10           | 10           | 60           | 50           | 63           | 3位          | 4回戦敗退            | 1回戦敗退    | 1回戦敗退        |
| 2014-15  | SL 1         | 36           | 4            | 8            | 24           | 35           | 84           | 20           | 10位         | 4回戦敗退            | 1回戦敗退    | 2回戦敗退        |
| 2015-16  | SL 2         | 36           | 13           | 9            | 14           | 47           | 46           | 48           | 7位          | 4回戦敗退            | 1回戦敗退    | 1回戦敗退        |
| 2016-17  | SL 2         | 36           | 12           | 11           | 13           | 50           | 59           | 47           | 6位          | 4回戦敗退            | GS敗退       | 1回戦敗退        |
| 2017-18  | SL 2         | 36           | 16           | 7            | 13           | 61           | 52           | 55           | 3位          | 2回戦敗退            | GS敗退       | 1回戦敗退        |
| 2018-19  | SL 2         | 36           | 13           | 8            | 15           | 44           | 45           | 47           | 5位          | 2回戦敗退            | GS敗退       | 1回戦敗退        |
| 2019-20  | SL 2         | 28           | 10           | 6            | 12           | 34           | 35           | 36           | 6位          | 3回戦敗退            | GS敗退       | 3回戦敗退        |